# Ленківці (Шепетівський район)
Ленківці — село в Україні, центр Ленковецької сільської територіальної громади Шепетівського району Хмельницької області. Населення становить 966 осіб.

## Географія
Село розташоване на лівому березі річки Безіменної.

## Історія
У 1906 році село Сульжинської волості Ізяславського повіту Волинської губернії. Відстань від повітового міста 20 верст, від волості 5. Дворів 263, мешканців 1726.
7 (20) листопада 1917 року, відповідно до Третього Універсалу Української Центральної Ради, увійшло до складу Української Народної Республіки.

## Населення

### Мова
Розподіл населення за рідною мовою за даними перепису 2001 року:
| Мова            | Кількість | Відсоток |
| --------------- | --------- | -------- |
| українська      | 1143      | 98.45%   |
| російська       | 14        | 1.21%    |
| румунська       | 2         | 0.17%    |
| інші/не вказали | 2         | 0.17%    |
| Усього          | 1135      | 100%     |

## Відомі люди
В селі народився 
- Поліщук Іван Михайлович (нар.1916 — †1943) — Герой Радянського Союзу.
- Сачук Віталій Петрович (1993—2023) — молодший сержант збройних сил України, учасник російсько-української війни.

## Галерея

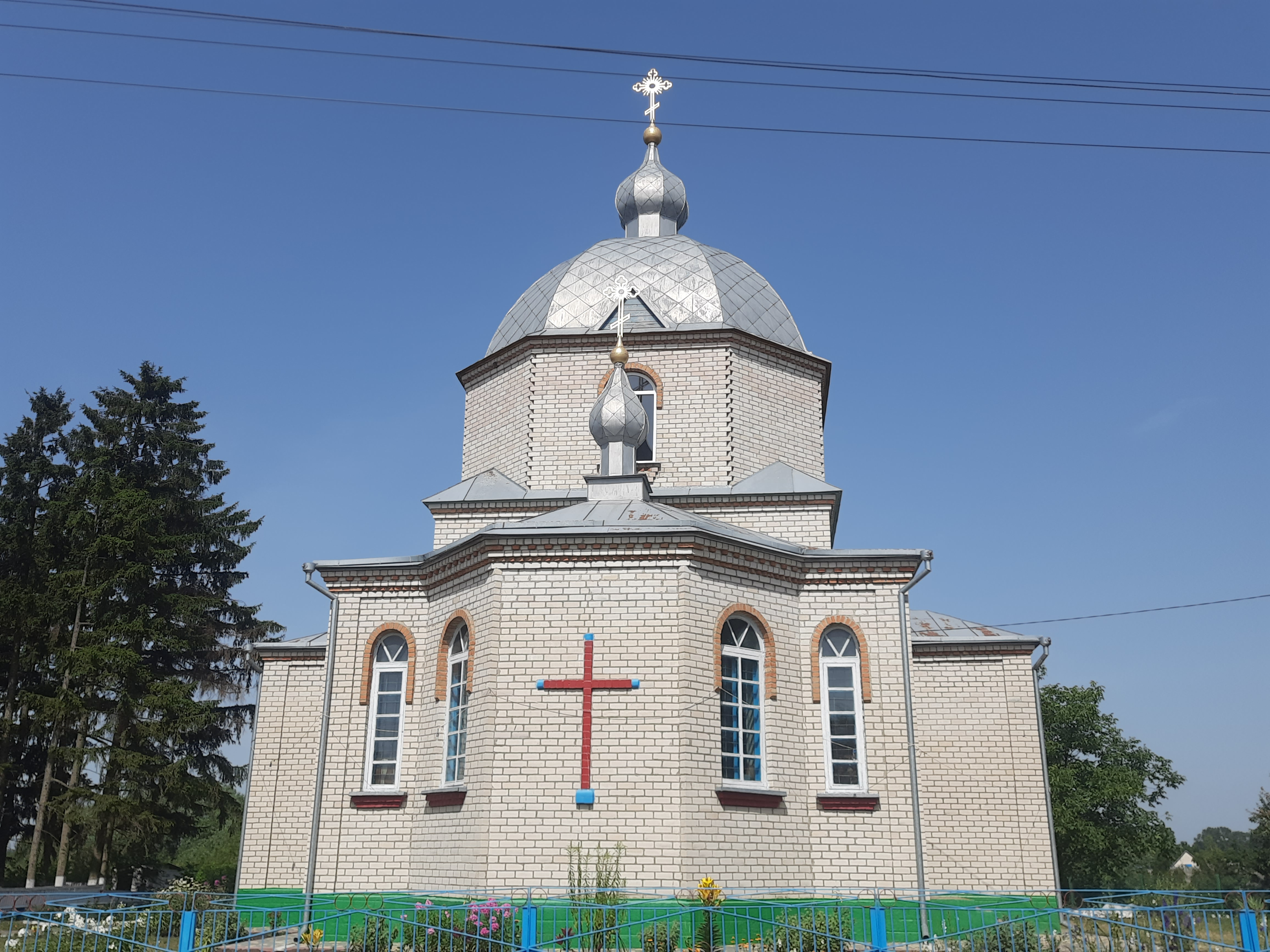
Михайлівська церква
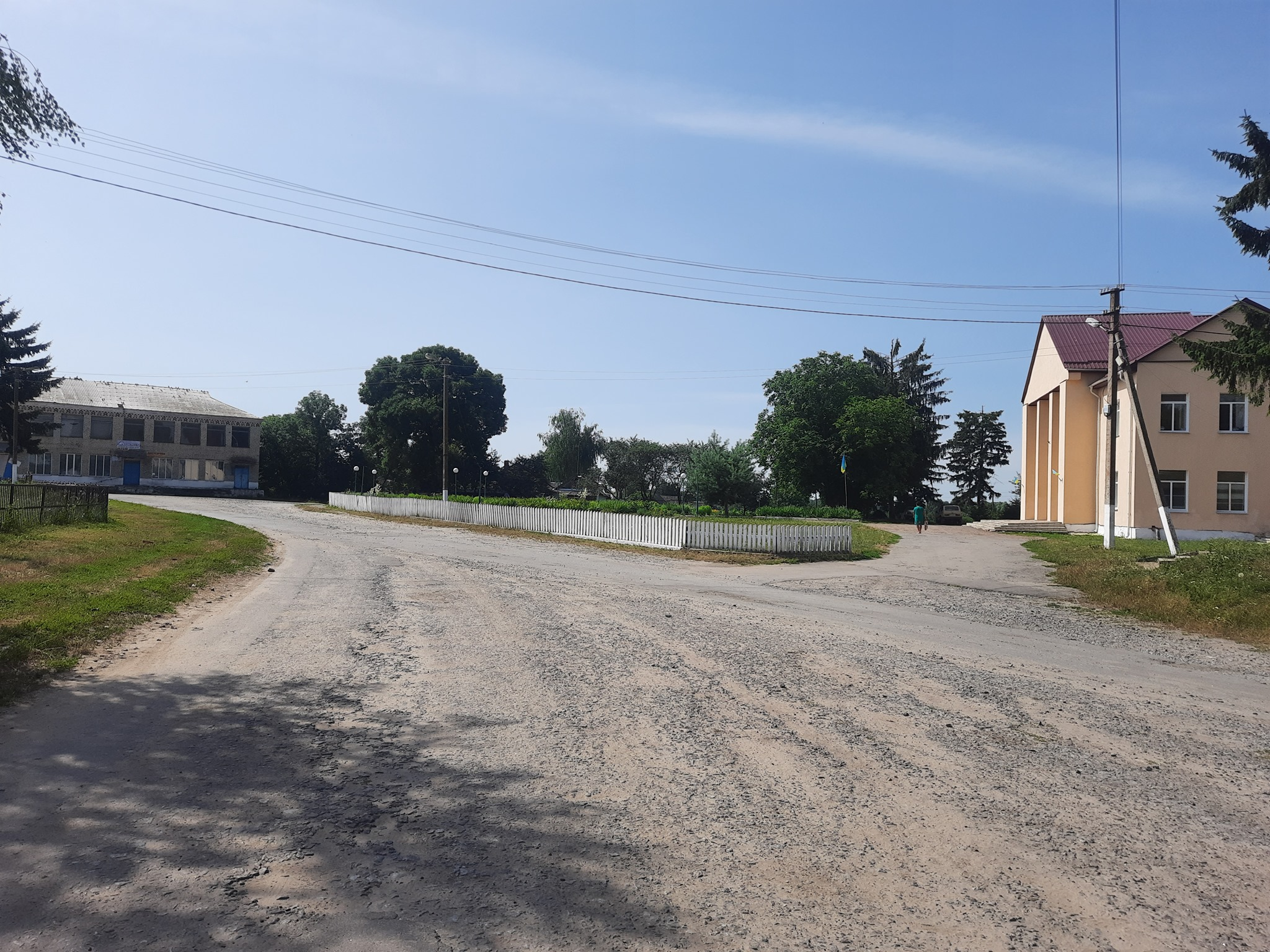
Центр села